# Ђурићи (Сански Мост)
Ђурићи су насељено мјесто у општини Сански Мост у Босни и Херцеговини.

## Становништво
|         | 2013.      | 1991.       | 1981.        | 1971.        |
| Укупно  | 0 (0,000%) | 96 (100,0%) | 168 (100,0%) | 198 (100,0%) |
| Срби    | –          | 91 (94,79%) | 167 (99,40%) | 198 (100,0%) |
| Остали  | –          | 5 (5,208%)  | –            | –            |
| Бошњаци | –          | –           | 1 (0,595%)1  | –            |

1. 1 На пописима од 1971. до 1991. Бошњаци су пописивани углавном као Муслимани.